# Miléna Soloch
Miléna Soloch, née le 1er juillet 1991, est une joueuse internationale française de rugby à XV, occupant le poste de talonneuse en club avec Lille Métropole rugby club villeneuvois et en équipe de France,,.

## Biographie
Miléna Soloch s’inscrit à l’école de rugby du Lille Université Club à 10 ans, où son grand frère Vladimir est entraîneur. Alors l’une des rares filles licenciées, elle joue jusqu’à l’âge de 15 ans parmi les garçons. Elle étudie ensuite au lycée Beaupré d'Haubourdin en section sportive scolaire,.
En parallèle de ses entraînements, elle commence en 2010 des études d’ostéopathie à Institut Supérieur d'Ostéopathie de Lille, à Loos, dont elle sort diplômée. Elle exerce depuis la profession d'ostéopathe,.
Le 9 décembre 2017, elle est élue au comité directeur de la Ligue régionale Hauts-de-France de rugby au sein de la liste menée par Jean-Louis Lamy, président sortant du comité des Flandres de rugby. Elle ne représente pas en 2020.
En 2018, elle participe au grand chelem de l'équipe de France dans le Tournoi des Six Nations.
Elle fait partie des vingt-quatre joueuses de l'équipe de France à avoir signé un contrat fédéral à mi-temps depuis novembre 2018,. Son contrat est prolongé pour la saison 2019-2020.